# Església de l'Assumpció d'Onda
L'església de l'Assumpció d'Onda, sub invocatione Assumptionis Beatae Mariae Virginis, com era costum al segle xiii, d'estil barroc, és un temple catòlic al centre històric de la població i seu d'una parròquia i de l'arxiprestat de la Mare de Déu de l'Esperança del bisbat de Sogorb-Castelló.

## Història
Diversos temples han ocupat el mateix lloc. La primera església, construïda al pas del segle xiii al segle xiv, sembla que en el mateix lloc que abans ocupava la mesquita major, un incendi la va destruir el 1467. Temps després comença la construcció d'una segona església, que ja en la segona meitat del segle xvii era considerada massa petita a més havia de menester una renovació. L'església actual es va acabar l'any 1727. S'hi va conservar el campanar del temple anterior, i el 1753 s'hi va afegir la capella de la Comunió, possiblement obra del mestre d'obres Vicent Nos.

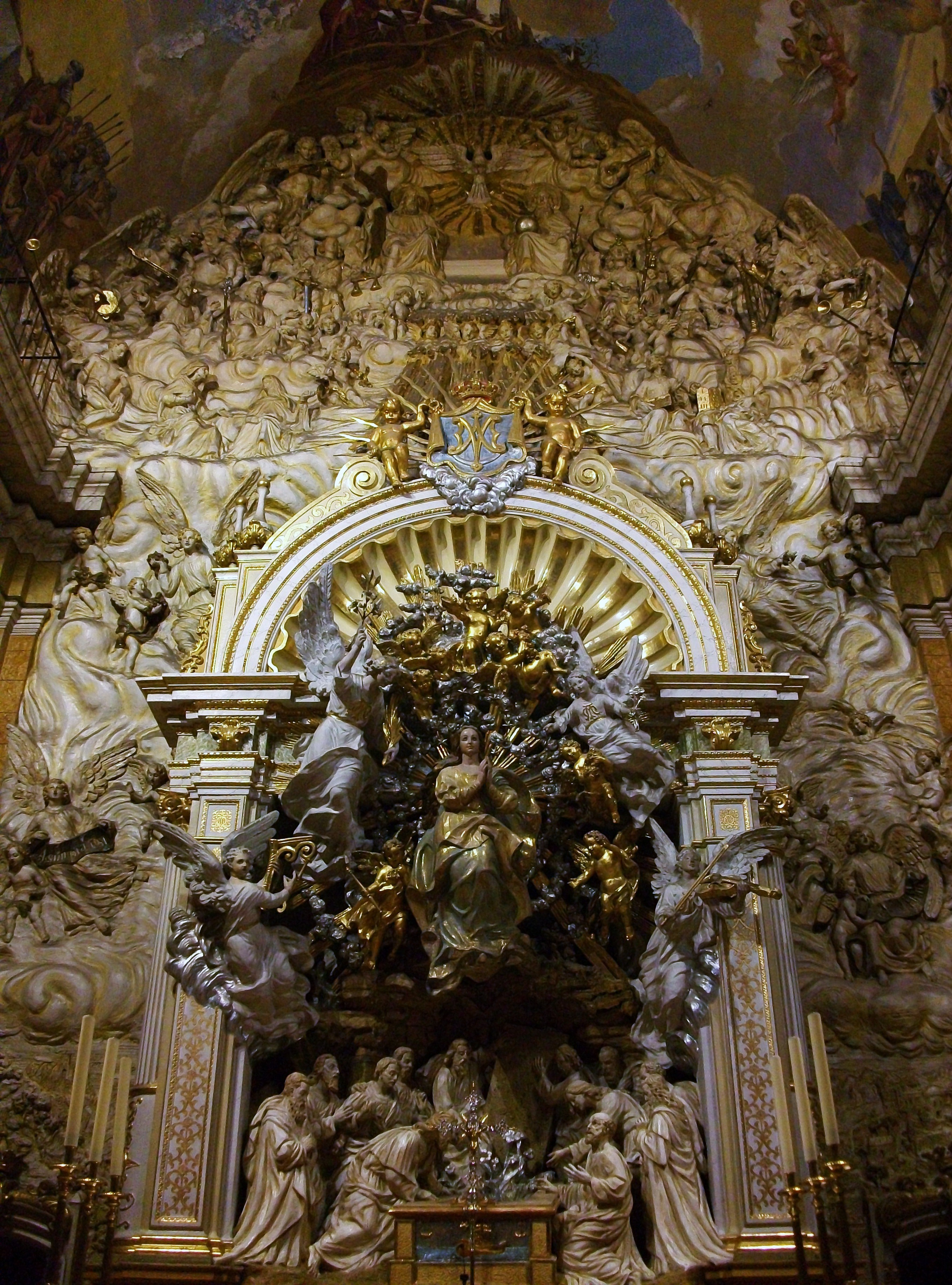

El 1773 el clergat i la Junta de fàbrica sol·licita al Consell Reial la participació dels perceptors del delme en la reparació del temple, els quals mantenen l'oposició a la part que els pertoca, qüestionant les diferents valoracions. L'església ja presentava desperfectes importants en les finestres, la cúpula, els murs, la façana i el campanar, tot i que era gairebé acabada. Es va nomenar Antoni Alos pel disseny i construcció del remat del campanar, el qual no arribà a fer-se, i es va elegir Cristòfol Bueso per a executar la reparació de les parts deteriorades, amb disseny de Pere Vinyals i Antoni Marc, substituït el 1786 pel disseny de Bartolomé Ribelles.
La decoració interior, tant de l'església com de la capella de la Comunió, fou renovada a final del segle xviii per Bartolomé Ribelles, i el 1854 per José Taboni. Tot l'interior va ser devastat en la Guerra Civil, i una vegada acabada aquesta, comença la restauració. Es va contractar per a refer els altars major i el de la capella de la Comunió l'escultor Joan Baptista Folia i Prades, i quan aquest mor el 1945, continua les obres l'onder Pascual Santos Albella.

## Arquitectura

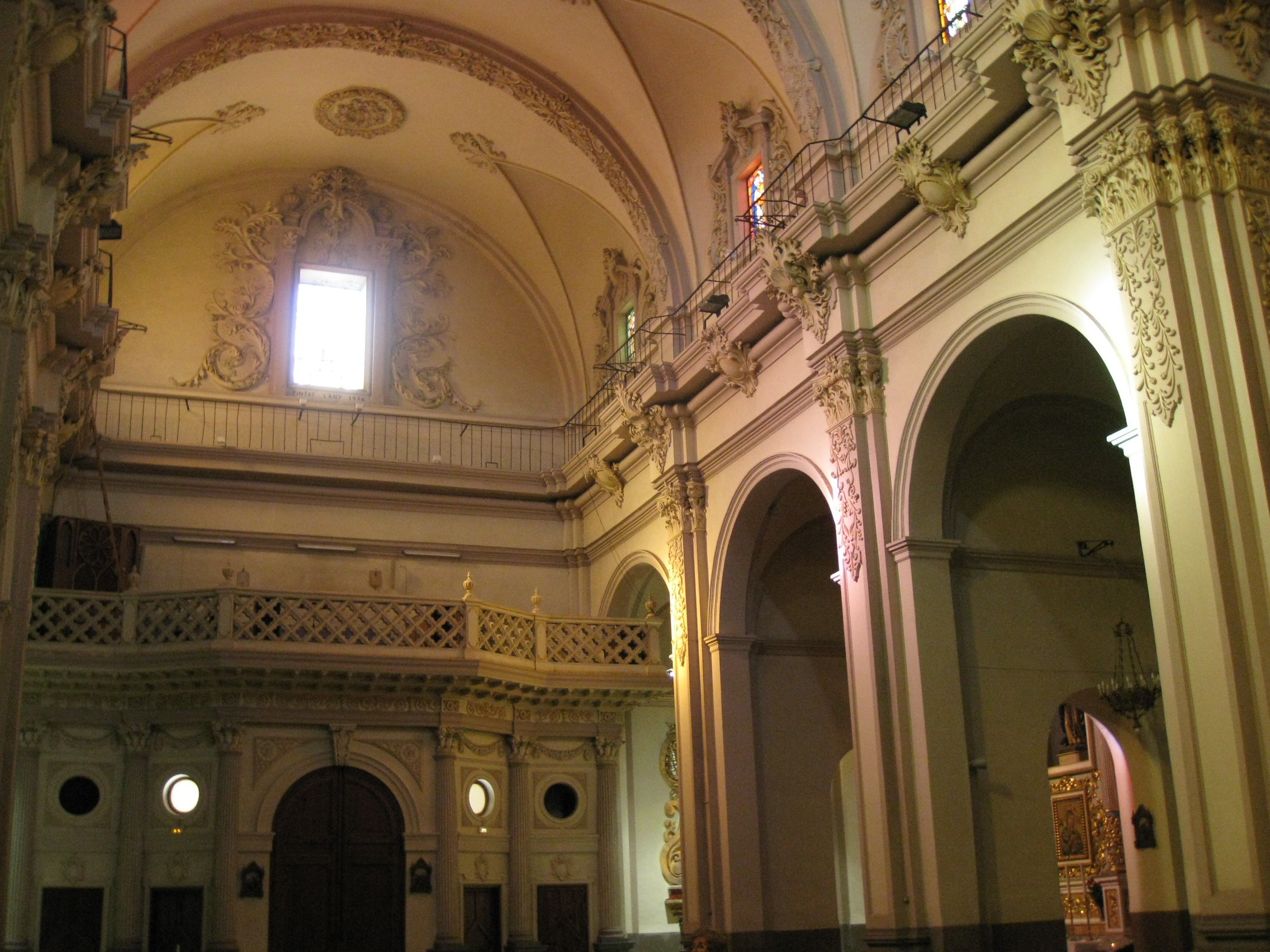

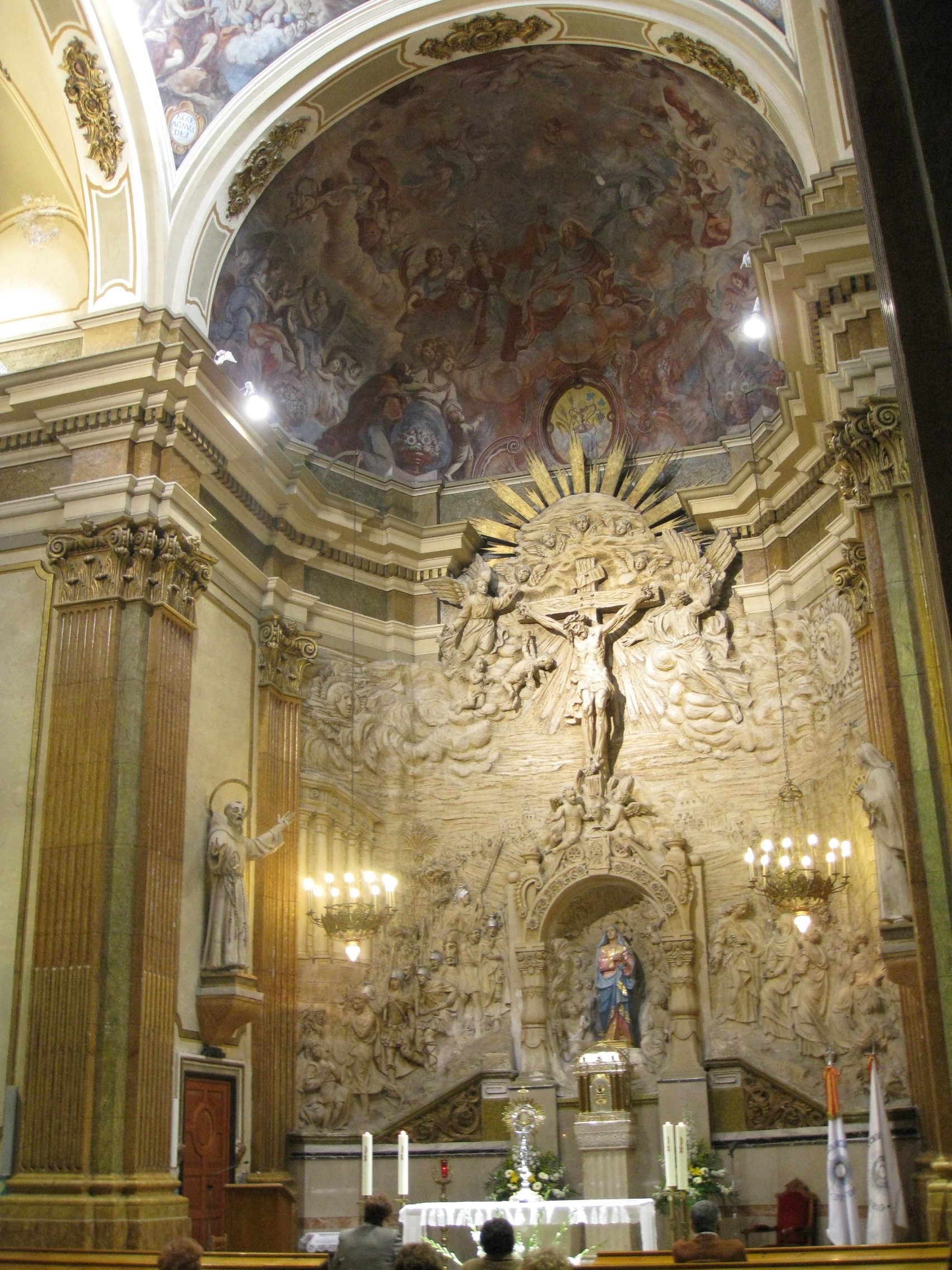

### Estructura
Temple d'una àmplia nau de tres trams, amb capelles laterals entre contraforts, comunicades entre si, creuer, capçalera recta i cor alt als peus. Envolten el presbiteri dues sagristies i una sala capitular. A la sagristia es conserven els retaules de santa Bàrbara i de les Ànimes del segle xvi, obra de Vicent Macip i Joan de Joanes. Adossada longitudinalment al costat de l'Evangeli hi ha la capella de la Comunió, amb comunicació al peus de l'església.
L'interior està articulat amb orde corinti amb entaulament llis. La nau es cobreix amb volta de canó amb llunetes, el creuer amb cúpula sobre tambor curt amb finestres i petxines, el presbiteri i els braços del transsepte amb volta de canó amb cassetons, i les capelles laterals amb volta bufada. El cor forma un cos poligonal suportat per columnes adossades d'ordre compost.

### Façana principal
La façana principal de l'església continua amb la façana de la capella de la Comunió, formant un únic frontis que recau en la plaça de l'església. La cornisa és mixtilínia, l'element rectilini predomina en l'església i les corbes en la capella, rematada per pitxers i pinacles, i al damunt de la portada de l'església, una espadanya coronada per un frontó.
La portada principal de l'església, als peus de la nau, presenta dos cossos, el primer amb una obertura d'arc de llinda flanquejada per columnes d'orde compost amb el fust acanalat sobre alts pedestals, que suporten un entaulament; i al damunt, en el segon cos, seguint la línia de les columnes, dos llargs pitxers, i al centre, columnes salomòniques sobre mènsules carregades per un entaulament curvilini partit, emmarquen una fornícula apetxinada amb la imatge de la Mare de Déu. Per sobre hi ha una senzilla finestra rectangular.

### Torre campanar
Torre de planta quadrada, adossada al costat de l'Evangeli, junt al transsepte, amb quatre cossos de carreus, els dos primers amb bona factura, i els superiors, amb un acabat més bast. Els tres primers són massissos, i el superior, el de les campanes, presenta obertures de mig punt en cada cara, rematat per una barana amb pinacles en els cantons i esferes en el centre de cada cara.

### Capella de la Comunió
La capella de la Comunió és un espai centralitzat amb una cúpula sobre un tambor octagonal amb finestres en les  cares, i capçalera poligonal. A l'exterior es veu un tambor alt, on les finestres són emmarcades per pintures al fresc amb arquitectures fingides.
L'interior està articulat amb pilastres d'ordre compost i entaulament clàssic. Les naus es cobreixen amb volta de canó amb llunetes i la capçalera amb volta de quadrant d'esfera. Aquesta darrera està decorada per pintures atribuïdes a Josep Vergara.
La portada de la capella té obertura d'arc de llinda emmarcada per columnes dòriques, i per sobre de l'entaulament, una representació de l'Eucaristia sobre dosser, i als extrems i per damunt, pitxers.